# Švenčionys (gemeente)
Švenčionys is een van de 60 Litouwse gemeenten, in het district Vilnius.
De hoofdplaats is de gelijknamige stad Švenčionys. De gemeente telt 33.200 inwoners op een oppervlakte van 1692 km².

## Plaatsen in de gemeente
Plaatsen met inwonertal (2001):
- Švenčionėliai – 6923
- Pabradė – 6525
- Švenčionys – 5684
- Adutiškis – 778
- Cirkliškis – 579
- Pavoverė – 423
- Prienai – 414
- Karkažiškė – 365
- Sena Pašaminė – 359
- Svirkos – 359